# Campodorus minutator
Campodorus minutator là một loài tò vò trong họ Ichneumonidae.